# Barcarrota
Barcarrota este un oraș din Spania, situat în provincia Badajoz din comunitatea autonomă Extremadura. Are o populație de 3.518 de locuitori.